# Мужилівський заказник
«Мужилівський» — ботанічний заказник місцевого значення в Україні. Заказник розташований на території Тернопільського району Тернопільської області, с. Мужилів, Підгаєцьке лісництво, кв. 29 вид. 7, лісове урочище «Сирота».
Площа — 7,9 га, створений у 2000 році.